# ۳۷۸ (قمری)
۳۷۸ (قمری)، سیصد و هفتاد و هشتمین سال در گاهشماری هجری قمری است. اول محرم این سال برابر با بیست و ششم آوریل سال ۹۸۸ میلادی است.

## وابسته
- شعوبیه
- تاریخ قم (کتاب)